# Ильхам
Ильхам (Алегам, Али, тат. İlham, Илһам, الهام‎) (ок. 1450-х — ок. 1490-х, Вологда) — казанский хан (1479—1484, 1485—1487), старший сын и преемник хана Ибрагима от первой жены — Фатимы. Родной брат Мелик-Тагира и Худай-Кула. Единокровный брат казанских ханов Мухаммед-Эмина и Абдул-Латифа, рождённых второй женой отца — Нур-Султан.
После смерти хана Ибрагима разделение казанской верхушки на две партии, которые условно можно назвать восточной и русской, стало очевидным.
Ханом был провозглашён царевич Ильхам. Сын от Нур-Султан, 10-летний царевич Мухаммед-Амин, выдвинутый кандидатом на престол русской партией, был вынужден оставить пределы ханства. Он направился в Москву, где его принял под свою опеку великий князь Иван III, дав в удел Каширу.
В 1482 г. Москва начала подготовку к войне, однако по инициативе казанской стороны был заключён мирный договор. В 1484 г. к Казани подошло русское войско, русская партия низложила Ильхама и ханом был провозглашён Мухаммед-Амин. Но новое правительство недолго удерживало власть. В 1485 г. восточная партия, заручившись поддержкой ногайцев и Москвы, вернула на престол Ильхама. Следующий год характеризуется борьбой партий за власть, причём и та, и другая прибегали к помощи Москвы.
Весной 1487 года состоялся второй большой поход русских на Казань. 18 мая началась осада столицы ханства. Осаждённые делали частые вылазки, а в тылу осаждавших действовал конный отряд князя Али-Газы. Но отряд был разбит, а среди защитников не было единства. Русская партия одержала верх. 9 июля городские ворота были открыты, а хан был выдан вступившим в город русским войскам. Новым ханом был провозглашен Мухаммед-Амин. Видные деятели восточной партии были казнены.
Ильхам с жёнами был сослан в Вологду, где и закончил свои дни. Его мать Фатима-бикем, братья и сестры — на Белоозеро, в городок Карголом. В истории Казанского ханства началась эпоха русского протектората.